# ISOBUS

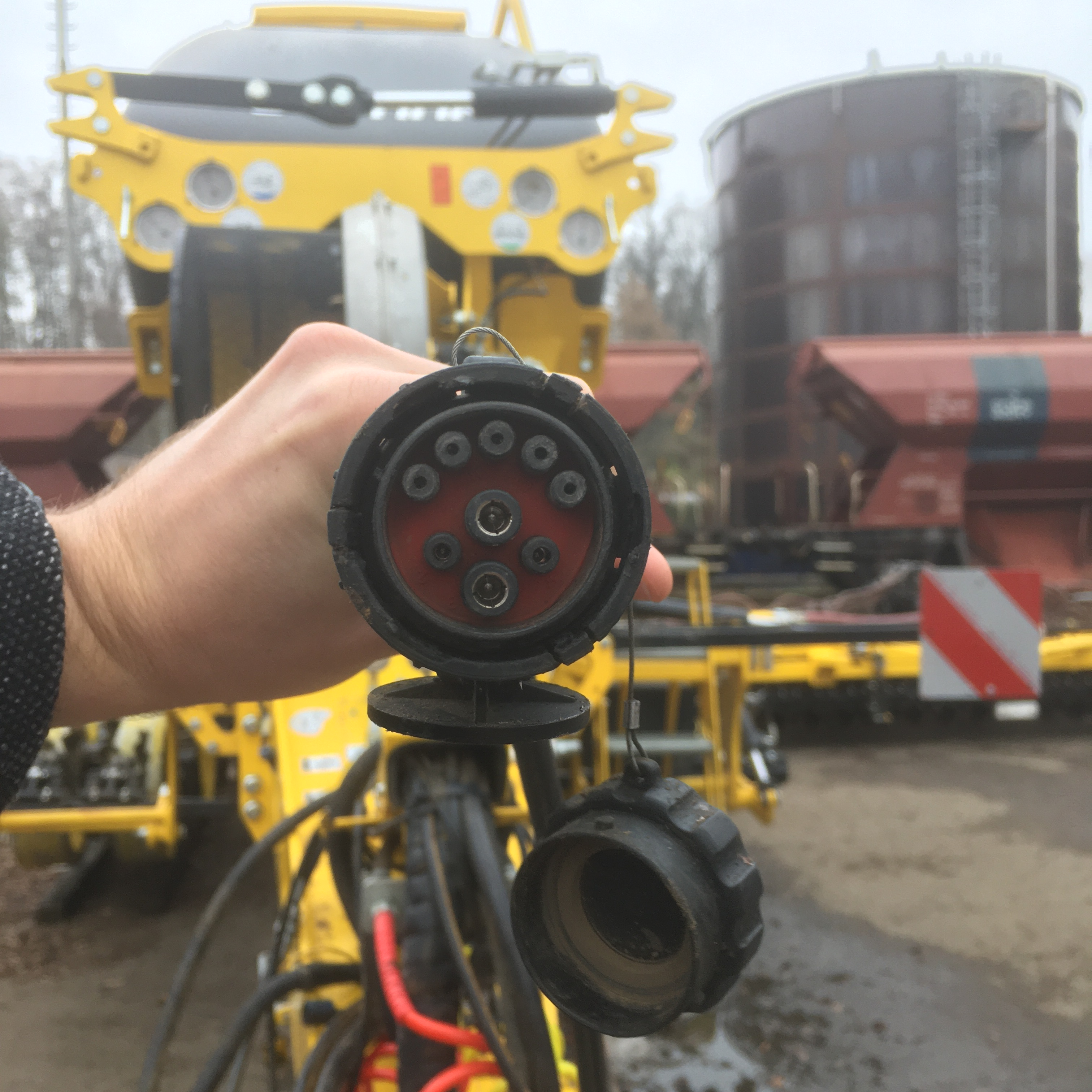
ISOBUS konektor na zemědělském stroji

ISOBUS (někdy také ISO Bus, či ISO-Bus), definovaný normou ISO 11783 (Tractors and machinery for agriculture and forestry—Serial control and communications data network), je komunikační protokol využívaný v zemědělských a lesnických strojích pro propojení traktoru s agregovanými stroji různých výrobců. ISOBUS vychází z protokolu SAE J1939 (komunikační protokol vozidel), který je založený na sběrnici CAN.

## ISOBUS Funkcionality
ISOBUS Funkcionality jsou jednotlivé moduly. Každé ISOBUS zařízení podporuje jednu nebo více takových funkcionalit. Pro správné fungování funkcionality musí být podporována traktorovým terminálem i připojeným zařízením.

### UT - Univerzální terminál
Někdy také VT - Virtuální terminál. Umožňuje zobrazit ovládací rozhraní a ovládat připojené zařízení v traktorovém terminálu. Po propojení zařízení s terminálem se začne z připojeného zařízení načítat do traktorového terminálu grafické rozhraní tzv. object pool. Vzhledem k nízké přenosové rychlosti sběrnice CAN může načítání trvat i několik minut, proto se object pool ukládá v paměti traktorového terminálu a při příštím připojení načítání není nutné. Traktorový terminál může mít různou velikost a rozlišení displeje a různý počet SoftKey tlačítek, přičemž uživatelské rozhraní zařízení se musí přizpůsobit.

### AUX - Pomocný vstup
Pomocné vstupního zařízení (např. joystick), kterým lze ovládat libovolný připojený stroj podporující AUX. Funkcionalita AUX může být ve dvou vzájemně nekompatibilních verzí AUX-O ("Starý") a AUX-N ("nový"). 

### TC - Task controller
Správa úkolů. Úkoly lze ve formátu ISO-XML přenášet mezi traktorovým terminálem a FMIS. Dále se dělí na tři části.

#### TC-BAS
Dokumentace informací o plnění úkolu. 

#### TC-GEO
Výměna geograficky závislých informací o úkolu. Např. informace o variabilní dávce.

#### TC-SC
Sekční kontrola, neboli automatické zapínání a vypínání sekcí stroje v závislosti na aktuální poloze, směru a rychlosti pohybu.

### TECU
Sběr dat z řídící jednotky traktoru. Umožňuje například zjišťovat aktuální rychlost, nebo otáčky vývodové hřídele.

### TIM
Umožňuje připojenému zařízení přímo ovládat funkce traktoru bez nutnosti zásahu traktoristy. Tato funkcionalita je v současné době ve stádiu vývoje.

### LOG
Dokumentace informace nezávislých na aktuálně prováděném úkolu. Tato funkcionalita je v současné době ve stádiu vývoje.

### ISB
Virtuální nebo fyzické tlačítko, které deaktivuje funkce připojených zařízení.

### FS
Přenos souborů mezi připojeným strojem a traktorovým terminálem.

## Traktorový terminál

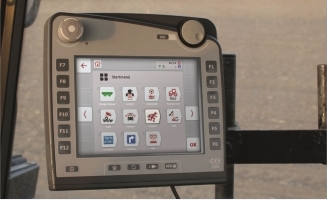
Traktorový terminál

Traktorový terminál je vstupně výstupní zařízení umístěné v kabině traktoru. Může být vestavěný v traktoru nebo instalovaný dodatečně. Obvykle umožňuje spustit více aplikací, které reprezentují jednotlivé ISOBUS funkcionality, ale může obsahovat i funkce nesouvisející s ISOBUS. Pro využití naváděcích funkcí lze k terminálu připojit GNSS přímač komunikující dle standardu NMEA 2000. Terminál může být vybaven dotykovým displejem nebo fyzickými ovládacími prvky, případně kombinací.

## Konektory
Sběrnice ISOBUS využívá různé konektory, které kromě CAN signálů přenášejí také silové napájení. V případě konektoru přípojného zařízení až 50A. Konektory jsou přizpůsobené pro aplikaci v zemědělství. Mimo dva níže zmíněné konektory se lze setkat i s konektory D-Sub DE-9 nebo Deutsch konektory,

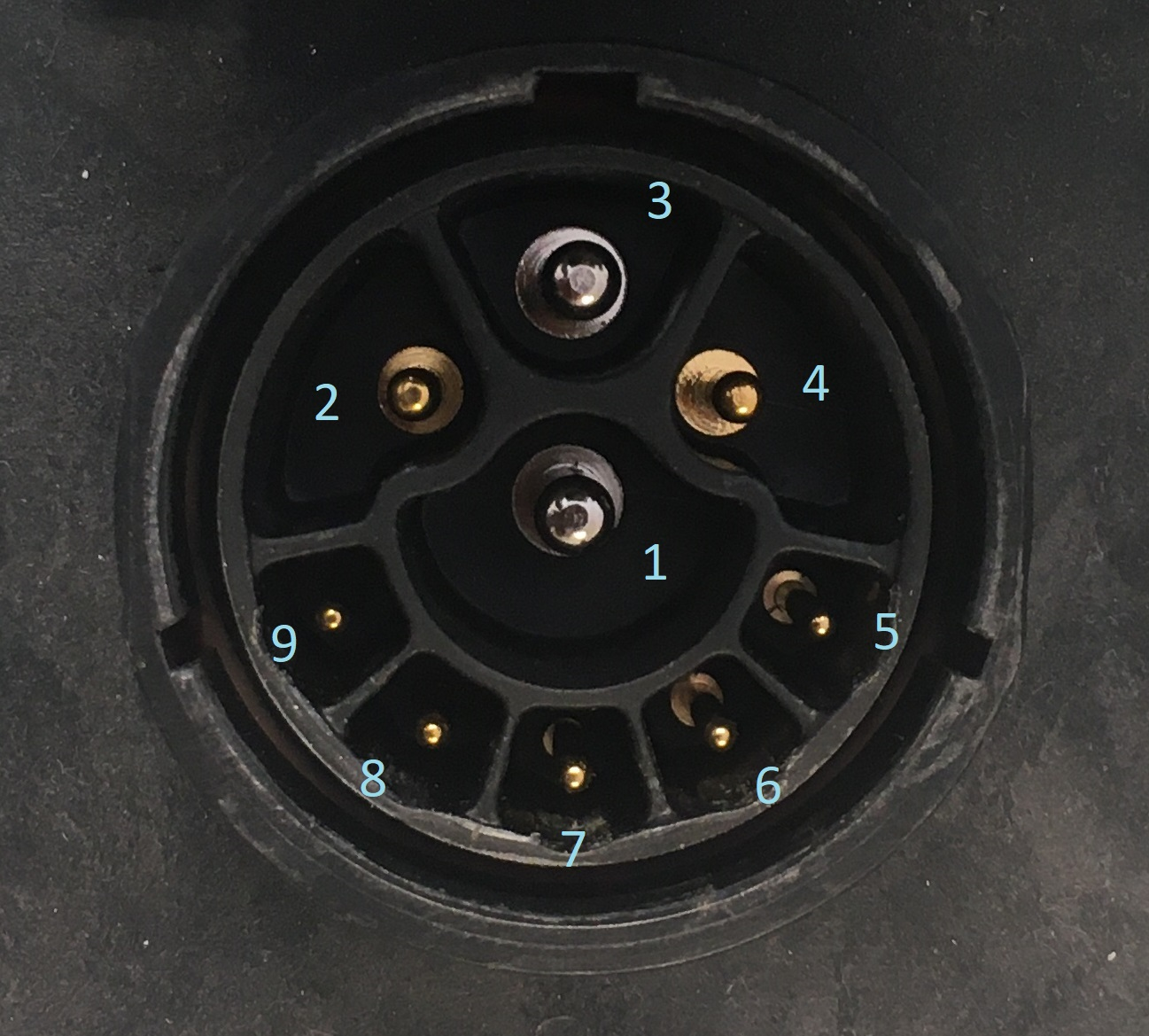
ISOBUS konektor traktoru pro připojení přípojného zařizení

### Konektor přípojného zařízení

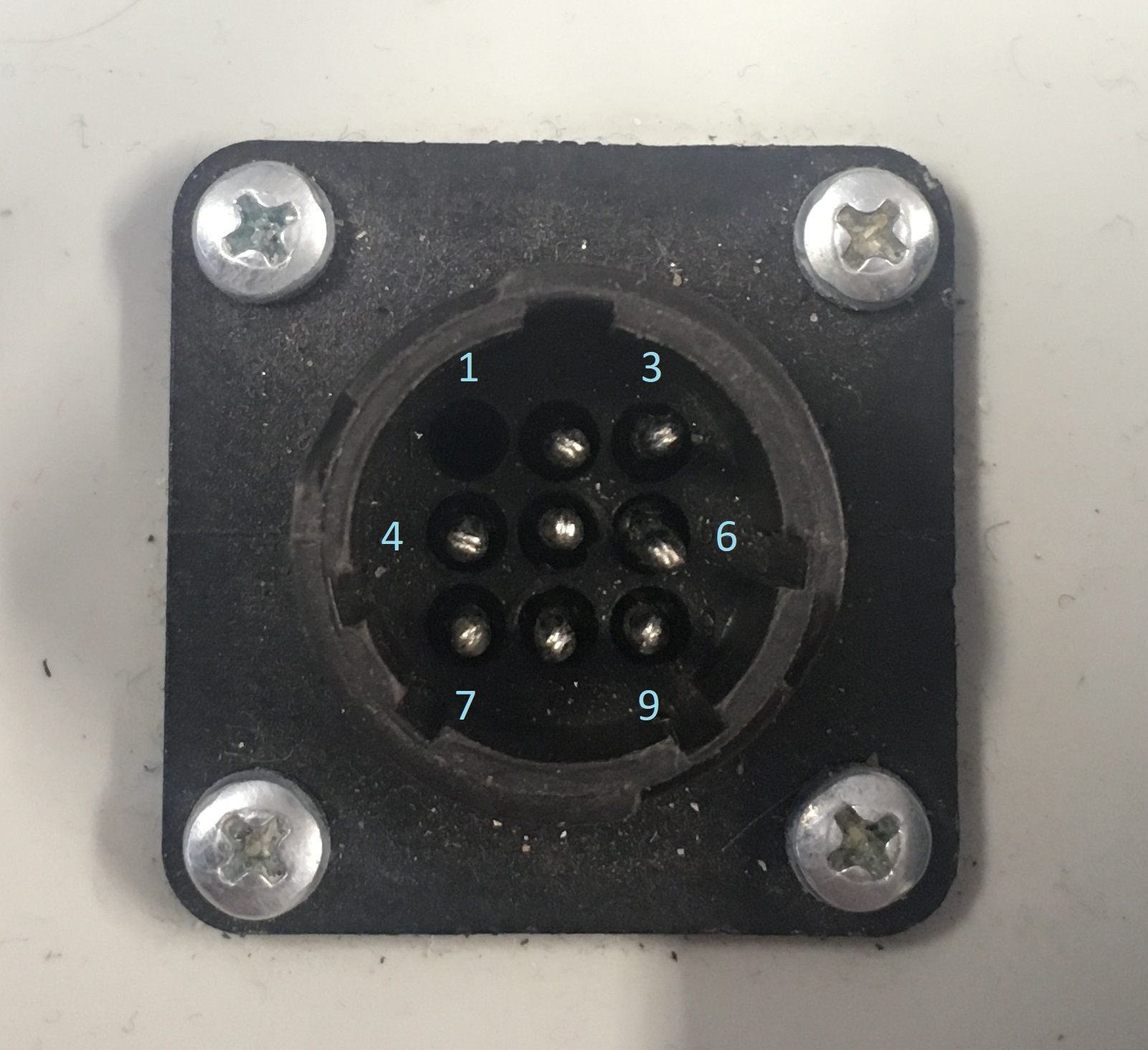
ISOBUS InCab konektor v kabině traktoru

- Pin 1 GND

- Pin 2 ECU_GND
- Pin 3 PWR
- Pin 4 ECU_PWR
- Pin 5 TBC_DIS
- Pin 6 TBC_PWR
- Pin 7 TBC_GND
- Pin 8 CAN_H
- Pin 9 CAN_L

### InCab konektor
- Pin 1 – (přemostěný na pin 7 na straně zařízení)
- Pin 2 CAN_L in
- Pin 3 CAN_L out
- Pin 4 CAN_H in
- Pin 5 CAN_H out
- Pin 6 TBC_PWR
- Pin 7 ECU_PWR
- Pin 8 TBC_GND
- Pin 9 ECU_GND